# Accio
Accio (en griego: Ἄκτιον) es el nombre de un antiguo asentamiento  griego situado en Acarnania, así como de un cabo próximo del golfo de Ambracia. 
Estrabón lo sitúa a 670 estadios del río Eveno, a 40 de Anactorio y a 240 de Léucade. Allí se encontraba un templo de Apolo Accio.
Frente a sus costas se desarrolló una batalla entre naves de Corcira y Corinto, en el año 435 a. C., en la que vencieron los corcirenses y fue uno de los desencadenantes de la guerra del Peloponeso.
También allí se libró la célebre batalla naval de Accio, donde el año 31 a. C. la flota de Marco Antonio y Cleopatra VII fue derrotada por la que estaba al mando de Agripa.